# Cordillera Blanca

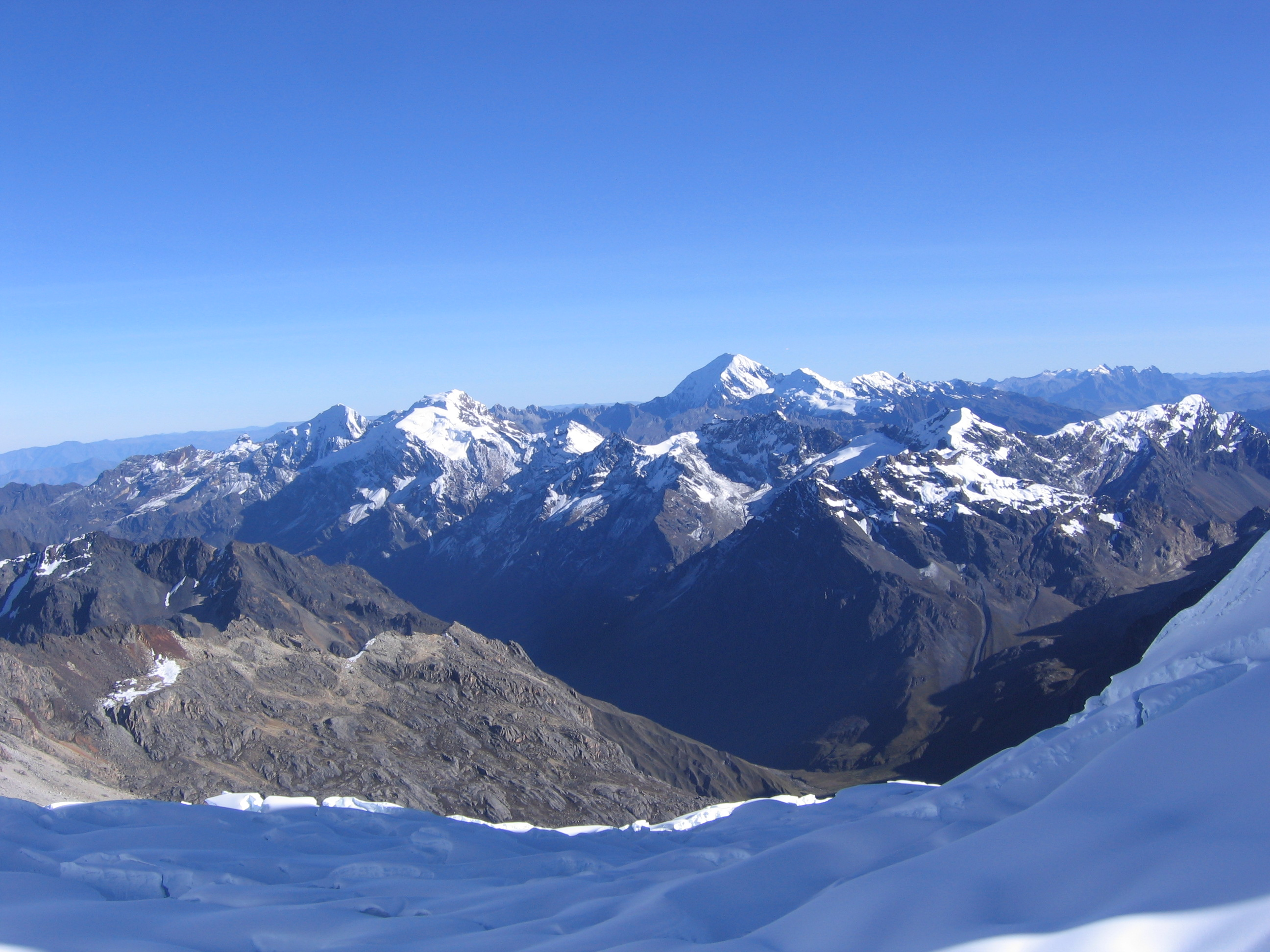

La Cordillera Blanca è una catena montuosa situata in Perù, compresa nella parte settentrionale delle Ande, lunga circa 180 km e composta da 33 vette che superano i 6000 m s.l.m. (è in media la catena più elevata del continente americano). Il nome deriva dalla presenza di molti ghiacciai, ma è anche chiamata Cordillera Tropical.

## Descrizione
La vetta più elevata della Cordillera Blanca (e del Perù) è il monte Huascarán (6768 m), una delle vette più celebri e nel contempo più pittoresche del continente è l'Alpamayo (5947 m) situato più a nord dello Huascarán. Altre vette della catena sono il Ranrapalca, lo Huantsán, il Taulliraju, lo Huandoy, il Nevado Pisco, il Chopicalqui, il Nevado Copa, l'Urus (5495 m).
La località principale nei pressi della catena è Huaraz, situata alle pendici occidentali. Altre città sono Caraz e Yungay. Gran parte della Cordillera è stata compresa nel 1975 nel Parco nazionale del Huascarán, vi si può accedere pagando una tariffa di accesso ed è una delle mete più visitate del Perù.

### Cime

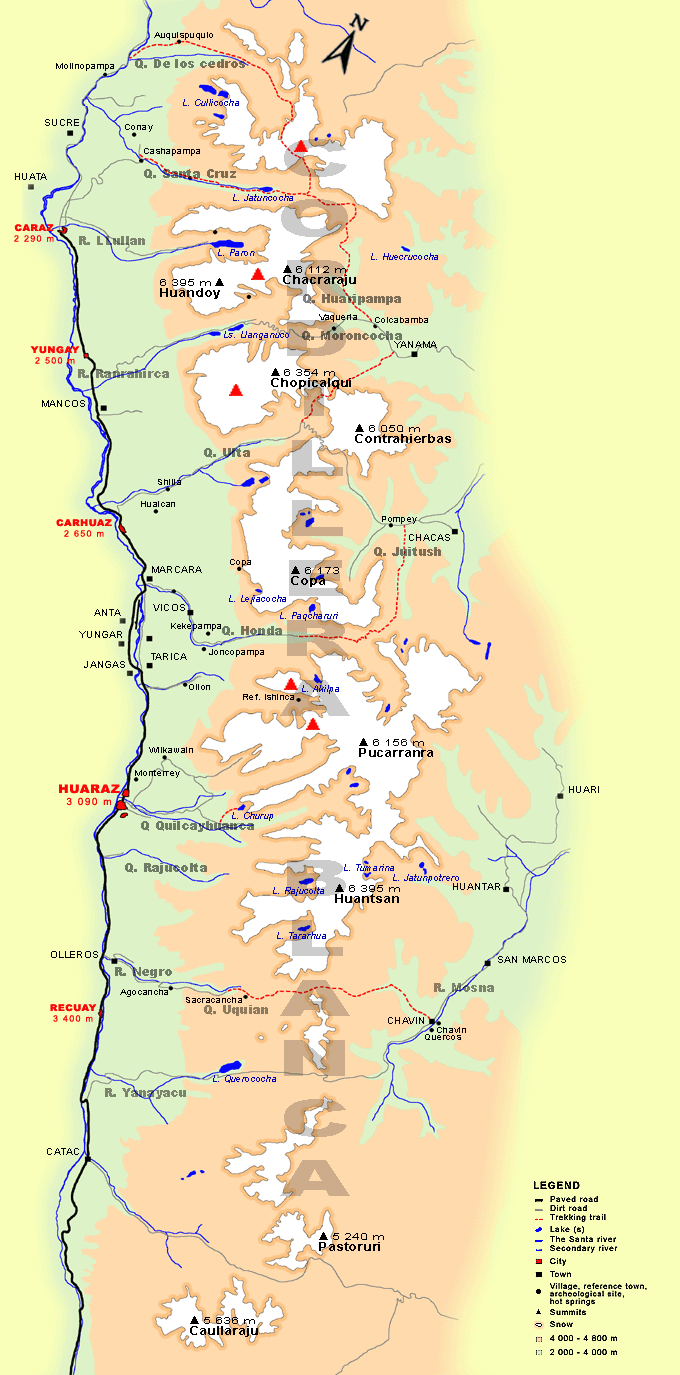
Mappa della Cordillera Blanca

- Alpamayo
- Artesonraju
- Cayesh
- Chacraraju
- Chinchey
- Chopicalqui
- Cima Alessandria
- Contrahierbas
- Hualcán
- Huandoy
- Huascarán
- Huantsán
- La Esfinge
- Nevado Caraz
- Nevado Copa
- Nevado Ishinca
- Nevado Pisco
- Nevado Santa Cruz
- Nevado Ulta
- Palcaraju
- Pirámide de Garcilaso
- Pucajirca
- Pucaranra
- Quitaraju
- Ranrapalca
- Taulliraju
- Tocllaraju
- Urus
- Vallunaraju
- Yanapaccha

### Escursionismo
Nell'estate del 2003 i peruani Carlos Flores e Edgar Laveriano (della escuela de Guias DonBoscoenlosAndes fondata da Giancarlo Sardini) hanno effettuato la prima traversata completa della Cordillera Blanca (180 km - impresa mai riuscita prima nella storia dell'andinismo), in completo stile alpino (senza l'uso di portatori o muli) partendo dal passo Mujon (SUD) e raggiungendo la valle del Champará (NORD) in 23 giorni, muovendosi quasi sempre fra i 4000 e i 6000 m, valicando 30 passi molti dei quali superiori ai 5000 m, salendo alcune cime e soprattutto ricercando quotidianamente un percorso in gran parte inedito, per lo più fuori da sentieri o vie sperimentate, per praterie d'alta quota, pietraie, ghiacciai, pareti rocciose, boschi e valli incassate. I pernottamenti sono avvenuti quasi sempre in tenda, salvo al passaggio dai tre rifugi Ishinca, Huascaran e Perù (realizzati negli anni scorsi dall'Operazione Mato Grosso per raccogliere aiuti per gli anziani più indigenti dei villaggi andini)